# Musculus flexor digitorum profundus
De musculus flexor digitorum profundus of diepe vingerbuiger is een diep gelegen buigspier van de vingers die is aangehecht aan de phalanx distalis (distale vingerkootje). Musculus = spier; flexor = buiger; digitorum = van de vingers; profundus = diep. Hij kan het uiteinde (distale) deel van de vingers (de vingerkootjes) buigen. De vier pezen van de spier zijn aangehecht aan de buitenste vingerkootjes van de vier vingers.